# Andries van Dantzig
Andries van Dantzig (Gouda, 23 december 1920 - Amsterdam, 8 november 2005) was een Nederlands psychiater.

## Biografie
Op 23 december 1920 werd Andries van Dantzig geboren als oudste van twee zoons in een sociaaldemocratisch gezin in Gouda. Zijn joodse vader Eduard van Dantzig was vertegenwoordiger van textiel in een plaatselijk warenhuis en actief in de socialistische beweging. Zijn moeder Jacoba Nicolina van Dantzig-Melles kwam uit een gereformeerd milieu en werd raadslid voor de SDAP en na de Tweede Wereldoorlog wethouder voor de PvdA te Gouda. 
Van Dantzig ging medicijnen studeren in 1938 aan de Universiteit van Amsterdam (UvA) en volgde er ook colleges psychoanalyse. In 1944 had hij kunnen afstuderen, maar werd gearresteerd wegens verzetswerk. Via het Kamp Amersfoort kwam hij terecht in het concentratiekamp Neuengamme waar hij moest werken in een buitenkamp bij Husum-Schwesing (op 22 april 2005 nam hij het eerste exemplaar in ontvangst van een boek over Nederlanders in dit kamp). Hij liep er tuberculose op en heeft na de terugkeer in Nederland in mei 1945 nog jarenlang moeten kuren waardoor hij pas in 1952 arts is geworden. 
Tussen 1956 en 1959 specialiseerde hij aan de UvA in de psychiatrie en vestigde zich als zelfstandig psychiater-psychotherapeut. In de jaren zestig zou hij de boeken van Hugo Brandt Corstius hebben laten verkopen toen deze een consult niet had betaald. Dit kwam Van Dantzig op een jarenlange vete te staan, waarin hij steevast Van Poolse Havenstad werd genoemd. In 1965 werd Van Dantzig directeur van het Instituut voor Medische Psychotherapie in Amsterdam. Op 21 december 1972 promoveerde hij bij P.C. Kuiper en G.J. Kloosterman en werd hoofd van de psychiatrische polikliniek van de UvA. Daarnaast vervulde hij verschillende bestuursfuncties en behield vrijwel tot zijn dood een privépraktijk. 
In de nacht van 11 augustus 2002 was Van Dantzig te gast bij het RVU radio praatprogramma Simek 's nachts, waarbij onder andere aan bod kwam het wel of niet uiten van persoonlijke gevoelens, de rol van de therapeut bij het slagen of falen van een therapie en zijn verblijf in een concentratiekamp. Vrijwel tot aan zijn dood vestigde hij de aandacht op kindermishandeling en de geringe aandacht die de maatschappij heeft voor de gevolgen van geestelijke mishandeling. Op 10 december 2004 kreeg hij hiervoor de Clara Meijer-Wichmann Penning toegekend.
Kort voor zijn overlijden, op 14 juni 2005, nam hij deel aan het programma God bestaat niet van de RVU waarin hij voor zijn atheïstische levensovertuiging uitkwam.
Op 8 november 2005 overleed hij op 84-jarige leeftijd aan de gevolgen van een hersenbloeding.